# Janvier 2018
Janvier 2018 est le 1er mois de l'année 2018.

## Événements
- 1er janvier :
  - la Bulgarie prend la présidence tournante de l’Union européenne, succédant à l’Estonie ;
  - en France, création du Comité social et économique dans les entreprises ;
  - Le Groenland est divisé en cinq municipalités et deux zones non incorporées, découpage effectué par la fusion des anciennes municipalités ;
  - la Californie légalise l’usage récréatif du cannabis ;
  - une nouvelle monnaie est introduite en Mauritanie.
- 3 janvier :
  - Jorge Glas est destitué de son poste de vice-président de l'Équateur à la suite de sa condamnation à de la prison ferme pour corruption ;
  - un accident de la route entre un camion et un bus tue 52 personnes au Pérou[1].
- 5 janvier : le cyclone Ava touche les côtes est et nord-est de Madagascar dans l'Océan Indien.
- 6 janvier : à la suite de cette destitution, María Alejandra Vicuña est élue vice-présidente de l'Équateur par l'Assemblée nationale.
- 7 janvier : 
  - 75e cérémonie des Golden Globes à Beverly Hills (États-Unis).
- 9 janvier : vastes opérations policières qui aboutissent à l'arrestation de 169 mafiosos présumés de la 'Ndrangheta et à la mise sous séquestre de 50 millions d'euros de biens en Italie (158 arrestations) et en Allemagne (11 arrestations)[2].
- 10 janvier : des coulées de boue dans le sud de la Californie font 17 morts[3].
- 11 janvier : 23e cérémonie des Critics' Choice Movie Awards à Santa Monica (États-Unis).
- 12 janvier : l'Algérie fête pour la première fois officiellement Yennayer, le « Nouvel An berbère ».
- 12 et 13 janvier : élection présidentielle en République tchèque (1er tour).
- 13 janvier : élection de  Miss Belgique 2018.
- 14 janvier : le naufrage du pétrolier iranien MV Sanchi en mer de Chine orientale provoque la plus importante marée noire depuis 1991.
- 15 janvier : lancement de Parcoursup, la plateforme d'orientation française pour les bacheliers.
- 16 janvier : le Premier ministre de Roumanie, Mihai Tudose, démissionne et l'eurodéputée Viorica Dăncilă est chargée de former un nouveau gouvernement.
- 16 janvier au 18 janvier : le cyclone Berguitta touche les côtes de l'Île Maurice et de La Réunion dans le sud-ouest de l'Océan Indien.
- 17 janvier : Le Premier ministre français Édouard Philippe annonce l'abandon du projet d'aéroport du Grand Ouest à Notre-Dame-des-Landes.
- 19 janvier :
  - Paula-Mae Weekes est élue au poste de président de la République de Trinité-et-Tobago ;
  - début du mouvement social de 2018 à Mayotte
- 19 au 29 janvier : Festival du film de Sundance 2018 à Park City (États-Unis).
- 20 janvier :
  - l'attaque des talibans contre un hôtel à Kaboul (Afghanistan) fait 40 morts ;
  - l'armée turque et l'Armée syrienne libre lancent une offensive contre les Kurdes des YPG à Afrine.
- 21 janvier : 24e cérémonie des Screen Actors Guild Awards à Los Angeles (États-Unis).
- 22 janvier :
  - George Weah devient président du Liberia ;
  - l’ex-chef de guerre anti-balaka Rodrigue Ngaibona, alias "Général Andjilo", est condamné aux travaux forcés à perpétuité par la Cour criminelle de Bangui ; première condamnation d'un chef de guerre impliqué dans les Guerres civiles centrafricaines[4].
- 23 janvier : l'accord de libre-échange entre Singapour et le Sri Lanka est signé à Colombo.
- 25 au 28 janvier : festival d'Angoulême 2018 (France).
- 26 et 27 janvier : élection présidentielle en République tchèque (2e tour), le président Miloš Zeman est réélu
- 27 janvier : un attentat des talibans à Kaboul tue 103 personnes.
- 28 janvier :
  - élection présidentielle en Finlande, le président Sauli Niinistö est réélu au premier tour ;
  - élection présidentielle à Chypre (1er tour).
- 31 janvier : éclipse lunaire, première conjonction des phénomènes de lune bleue, de lune de sang et de super lune depuis 1866, d'où son surnom de "Super lune bleue de sang"[5].